# Comme un boomerang
Comme un boomerang is een Frans-Italiaanse film van José Giovanni die werd uitgebracht in 1976.

## Verhaal
Jacques Batkin, een ex-gangster, is een succesrijk zakenman in de perswereld geworden nadat hij verscheidene jaren in de gevangenis heeft doorgebracht. Zijn leven wordt overhoopgegooid wanneer Eddy, zijn tienerzoon, onopzettelijk, onder invloed van drugs, een politieman doodt. 
Jacques pleit verzachtende omstandigheden en zal alles in het werk stellen om zijn zoon te redden. Zo probeert hij de weduwe van het slachtoffer te overhalen haar klacht in te trekken. Via de pers wordt zijn verleden echter blootgelegd. Zijn zoon belandt achter de tralies. Als wanhopige vader besluit Jacques de schurken die de drugs hebben geleverd te vinden. Hij zal zich daarbij verplicht voelen de wet te overtreden.

## Rolverdeling
| Acteur                | Personage                                        |
| --------------------- | ------------------------------------------------ |
| Alain Delon           | Jacques Batkin                                   |
| Carla Gravina         | Muriel Batkin                                    |
| Dora Doll             | Ginette, de moeder van Eddy                      |
| Charles Vanel         | Jean Ritter                                      |
| Louis Julien          | Eddy Batkin                                      |
| Pierre Maguelon       | commissaris Leoni                                |
| Suzanne Flon          | de weduwe Grimaldi, de vrouw van het slachtoffer |
| Christian de Tillière | de onderzoeksrechter                             |
| Gérard Hérold         | meester Vaulnet                                  |
| Jacques Debary        | voorzitter Lenoir                                |
| Jacques Rispal        | Albert Chiusi                                    |